# Buchenroedera
Buchenroedera là một chi thực vật có hoa trong họ Đậu.